# Теккен 2
«Теккен 2» (англ. Tekken 2: Kazuya’s Revenge — «Теккен 2: Месть Кадзуи»; другое название: Tekken: A Man Called X — «Теккен: Человек по имени X») — американский фильм 2014 года режиссёра Вича Каосаянанды. Является приквелом к фильму «Теккен» 2009 года, который основан на серии игр в жанре файтинг Tekken.

## Сюжет
Мужчина, потерявший память, просыпается в квартире в районе за пределами города Теккен-Сити, до того, как его преследовали вооружённые люди и он был нанят киллером по имени Рона Андерс. Его приводят к лидеру партизан, известному как Министр, который присваивает мужчине кодовое имя «К» и имплантирует ему в грудь взрывчатое вещество, которое приведётся в действие, если он не выполнит свою миссию или попытается покинуть организацию. Несмотря на амнезию, «К» проявляет исключительные навыки в бою и стрельбе. Он сдружился с местным сторожем, сын которого убил его жену и покалечил его, прежде чем исчезнуть три года назад. После победы над соперником в спарринговом матче Министр приказывает «К» убить сторожа; «К» отказывается и говорит Министру, чтобы он отпустил дворника, но человек Министра ломает шею побеждённого.
В течение следующих нескольких дней «K» получает карту с миссией. Он входит в доверие к арендатору по имени Лаура, спасая её от нескольких грабителей. После одной из своих миссий он говорит Роне о своём желании. Вспоминая события, после которых он впервые проснулся, «К» возвращается в дом и спрашивает у регистратора о его предыдущем пребывании. В своей следующей миссии «К» сражается и побеждает Брайана Фьюри, которая предупреждает его о необходимости бросить эту работу. На следующий день «К» рассказывает Роне о Фьюри, который, как выяснилось, был бывшим помощником Министра. Лаура, будучи медсестрой, вынимает из груди «К» взрывчатку.
«K» получает звонок от Брайана Фьюри, который предупреждает его о том, что Министр начинает на него охоту. «К» встречается с Роной и Фьюри. Рона показывает им газетную статью и говорит им, что все они пешки Министра. Позже «К» обнаруживает, что Лаура была похищена фабрикой «Гентек». «К» и Рона прокрадываются в «Гентек», где Рона сражается и побеждает женщин-киллеров Министра. «К» встречает Хэйхати Мисиму, который говорит, что «К» — его сын Кадзуя Мисима. Подобно древним спартанцам, отправляющим своих детей в пустыню, чтобы те выжили в одиночку, Хэйхати таким образом проверил Кадзую. Кадзуя разгневался, когда Хэйхати убил Лауру, после чего сразился с Рипом и Торном. Победив их, Кадзуя приступает к поискам Хэйхати.

## В ролях
| Актёр                 | Роль              |
| --------------------- | ----------------- |
| Кейн Косуги           | «К»/Кадзуя Мисима |
| Кэри-Хироюки Тагава   | Хэйхати Мисима    |
| Раде Шербеджия        | Министр           |
| Гэри Дэниелс          | Брайан Фьюри      |
| Келли Уэнхэм          | Рона Андерс       |
| Пейдж Линдквист       | Лаура             |
| Шарлотта Кёрк         | Хлоя              |
| Биляна Мисич          | Наташа            |
| Сахаяк Бунтанакит     | Сторож            |
| Рон Смуренбург        | Торн              |
| Брахим Ачаббаке       | Рип               |
| Расселл Джеффри Бэнкс | вор Джимми        |
| Оуэн О'Брайен         | Эзра              |

## Отзывы
Manly Movie дал фильму оценку 3 из 10: «Похоже на то, что продюсеры и сценаристы понятия не имеют, кто эти персонажи, и не собирались выдавать дерьмо, но им кто-то сказал, что некоторые актёры свободны для камео — используйте их».